# 利特爾羅克 (加利福尼亞州)
利特爾羅克（英語：Littlerock）是位於美國加利福尼亞州洛杉磯縣的一個人口普查指定地區。

## 地理
利特爾羅克的座標為34°31′30″N 117°59′24″W / 34.52500°N 117.99000°W，而該地最高點為海拔高度881米（即2890英尺）。

## 人口
根據2010年美國人口普查的數據，利特爾羅克的面積為4.774平方千米，當中陸地面積為4.770平方千米，而水域面積為0.004平方千米。當地共有人口1377人，而人口密度為每平方千米288人。